# Daugailiai
Daugailiai ist ein kleiner Ort im Osten von Litauen mit etwa 270 Einwohnern.

## Geographie
Daugailiai liegt im Bezirk Utena, knapp 20 km nordöstlich der Kernstadt Utena, an der Fernstraße A6, die von Warschau nach Sankt Petersburg führt und Kaunas im Südwesten mit Daugavpils (Dünaburg) im Nordosten, dicht hinter der Grenze zu Lettland verbindet.

## Geschichte
Im Jahr 1254 wurde hier die Burg Daugailiai (Daugailių pilis) errichtet, die eine wichtige Rolle bei der Verteidigung des Landes spielte. 1745 wird der Name als Stadt erwähnt. Während des Ersten Weltkriegs brannte der Ort  nieder und lag 1941, im Zweiten Weltkrieg, auf der Vormarschstraße der Heeresgruppe Nord der deutschen Wehrmacht Richtung Düna.
Während der Sowjetzeit war Daugailiai die zentrale Siedlung der Kolchose. Seit 1958 gibt es hier ein Kulturzentrum (Bild).

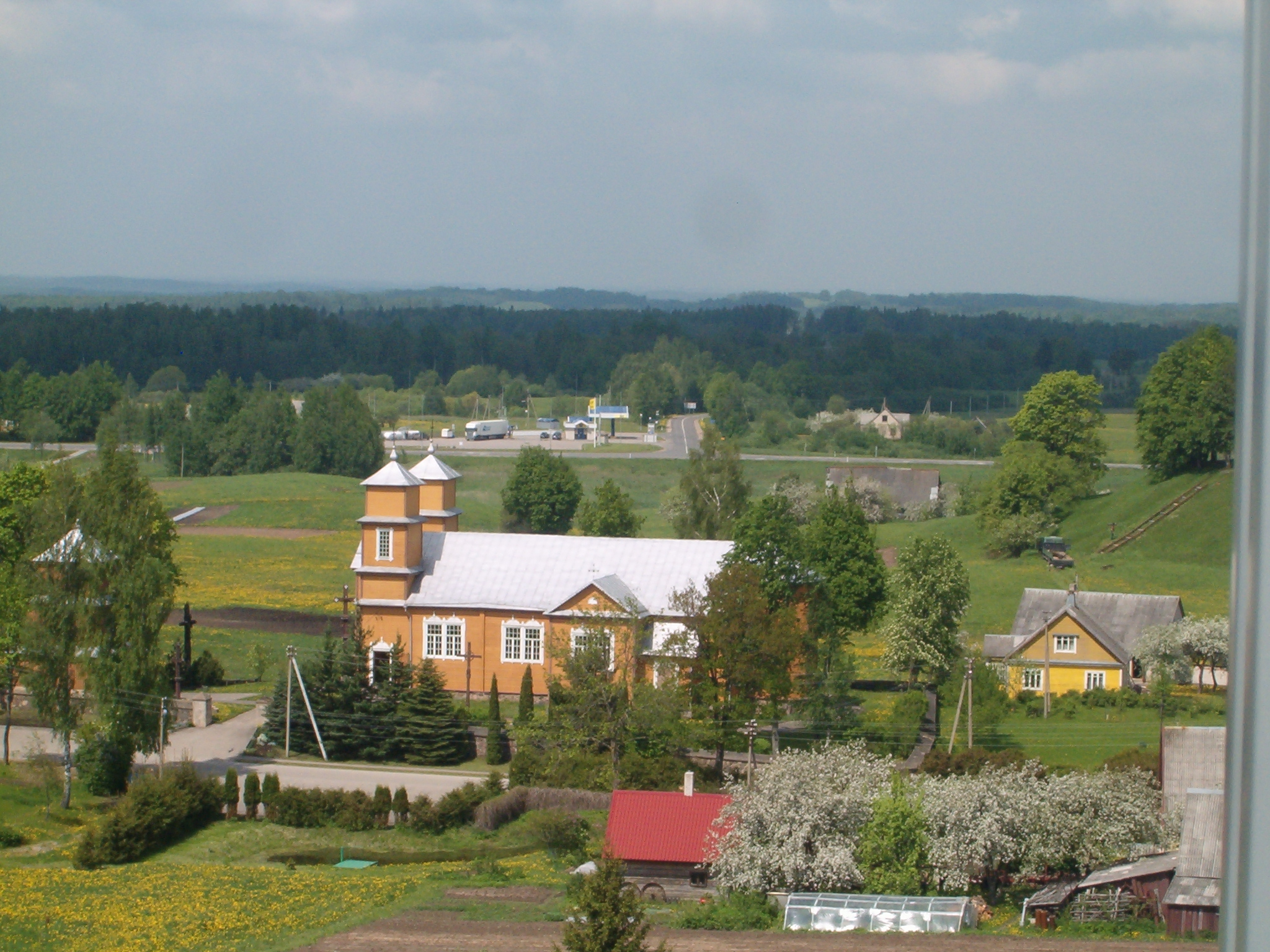
Die Antonius von Padua gewidmete Kirche wurde 1883 erbaut.
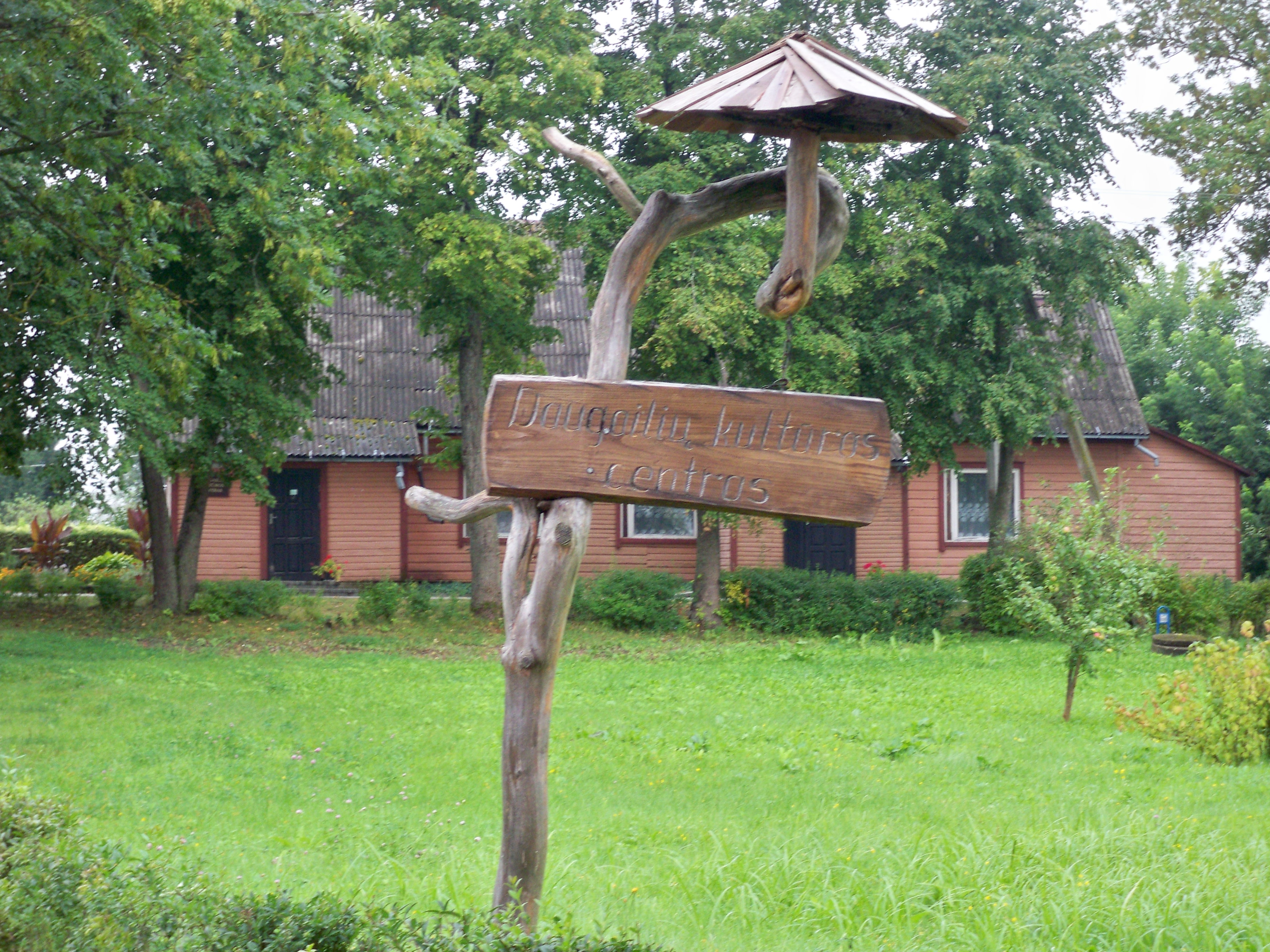
Das Kulturzentrum Daugailių kultūros centras (2010).
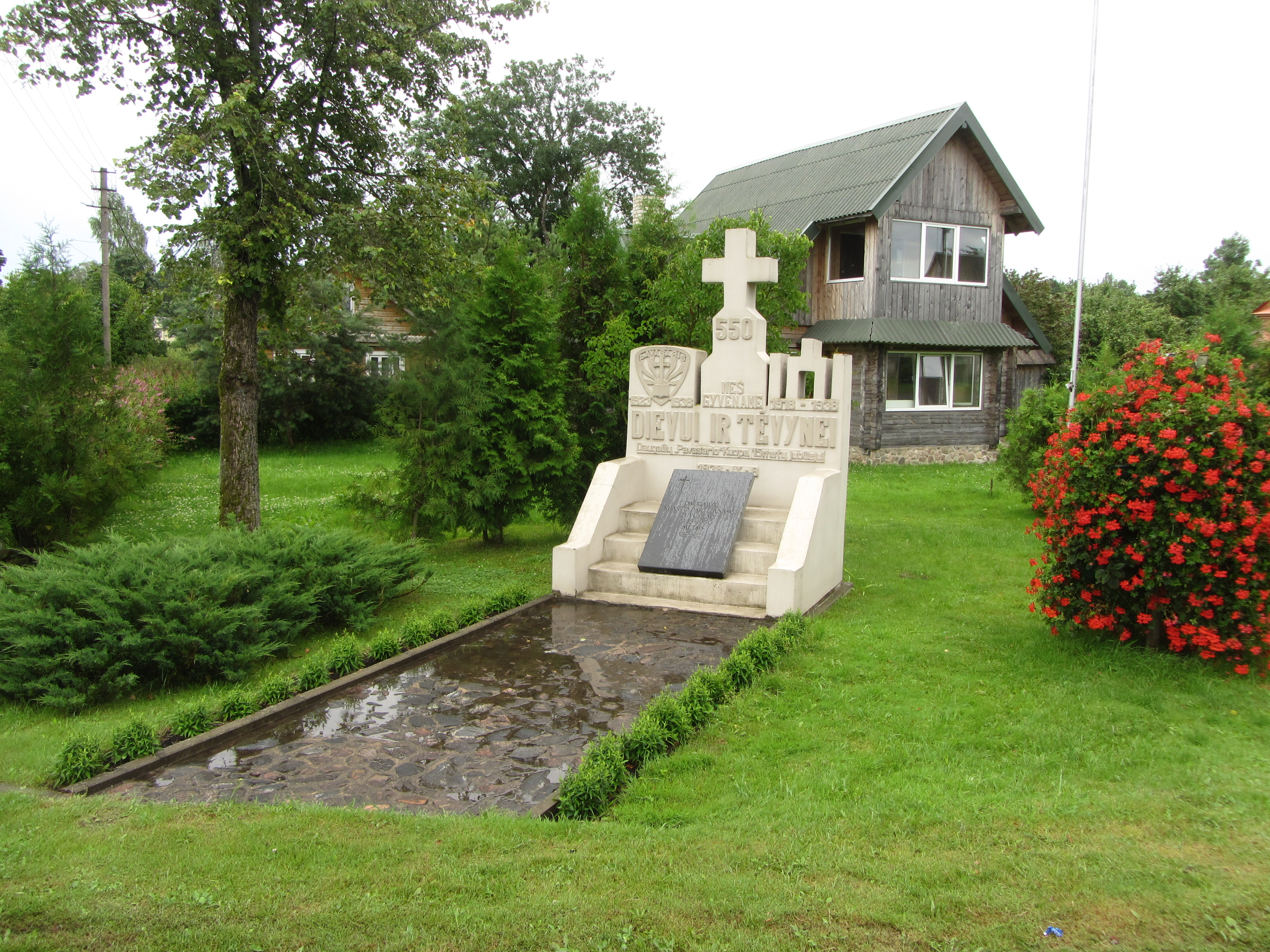
Denkmal für die Waldbrüder-Partisanen (2014).